# Філліс Ковелл
Філліс Ковелл (англ. Phyllis Covell; 22 травня 1895 — 28 жовтня 1982) — колишня британська тенісистка.
Перемагала на турнірах Великого шолома в парному розряді.

## Фінали турнірів Великого шолома

### Парний розряд: 4 (1–3)
| Результат | Рік  | Турнір               | Покриття | Партнерка             | Суперниці                   | Рахунок       |
| --------- | ---- | -------------------- | -------- | --------------------- | --------------------------- | ------------- |
| Перемога  | 1923 | Чемпіонат США        | Трава    | Кетлін Маккейн-Годфрі | Гейзел Готчкісс Елінор Ґосс | 2–6, 6–2, 6–1 |
| Поразка   | 1924 | Вімблдонський турнір | Трава    | Кетлін Маккейн-Годфрі | Гейзел Готчкісс Гелен Віллс | 4–6, 4–6      |
| Поразка   | 1929 | Вімблдонський турнір | Трава    | Дороті Шеферд-Баррон  | Пеґґі Сондерс Фібі Голкрофт | 4–6, 6–8      |
| Поразка   | 1929 | Чемпіонат США        | Трава    | Дороті Шеферд-Баррон  | Пеґґі Сондерс Фібі Голкрофт | 6–2, 3–6, 4–6 |

### Мікст: 2 (0–2)
| Результат | Рік  | Турнір               | Покриття | Партнер     | Суперник і суперниця          | Рахунок  |
| --------- | ---- | -------------------- | -------- | ----------- | ----------------------------- | -------- |
| Поразка   | 1921 | Вімблдонський турнір | Трава    | Макс Вуснам | Елізабет Раян Рендолф Лайсетт | 3–6, 1–6 |
| Поразка   | 1929 | Чемпіонат США        | Трава    | Банні Остін | Бетті Натголл Джордж Лот      | 3–6, 3–6 |